# Normandy Campaign Medal
De Normandy Campaign Medal is een Britse medaille. Hij werd in 1995 gemaakt in opdracht van de Normandy Veterans Association  en vijftig jaar na de landing op Normandië uitgereikt aan degenen die tussen 6 juni en 20 augustus 1944 daar geland waren.

## Vormgeving
De medaille is zilverkleurig en rond en is bevestigd aan een lint, dat middenin een rode baan heeft, daarnaast aan weerszijden een donkere baan en aan de buitenkant een lichtblauwe baan. De rode kleur staat voor het leger, donkerblauw staat voor de Royal Navy, die het leger vervoerde, en lichtblauw voor de luchtmacht, die de invasietroepen beschermde.

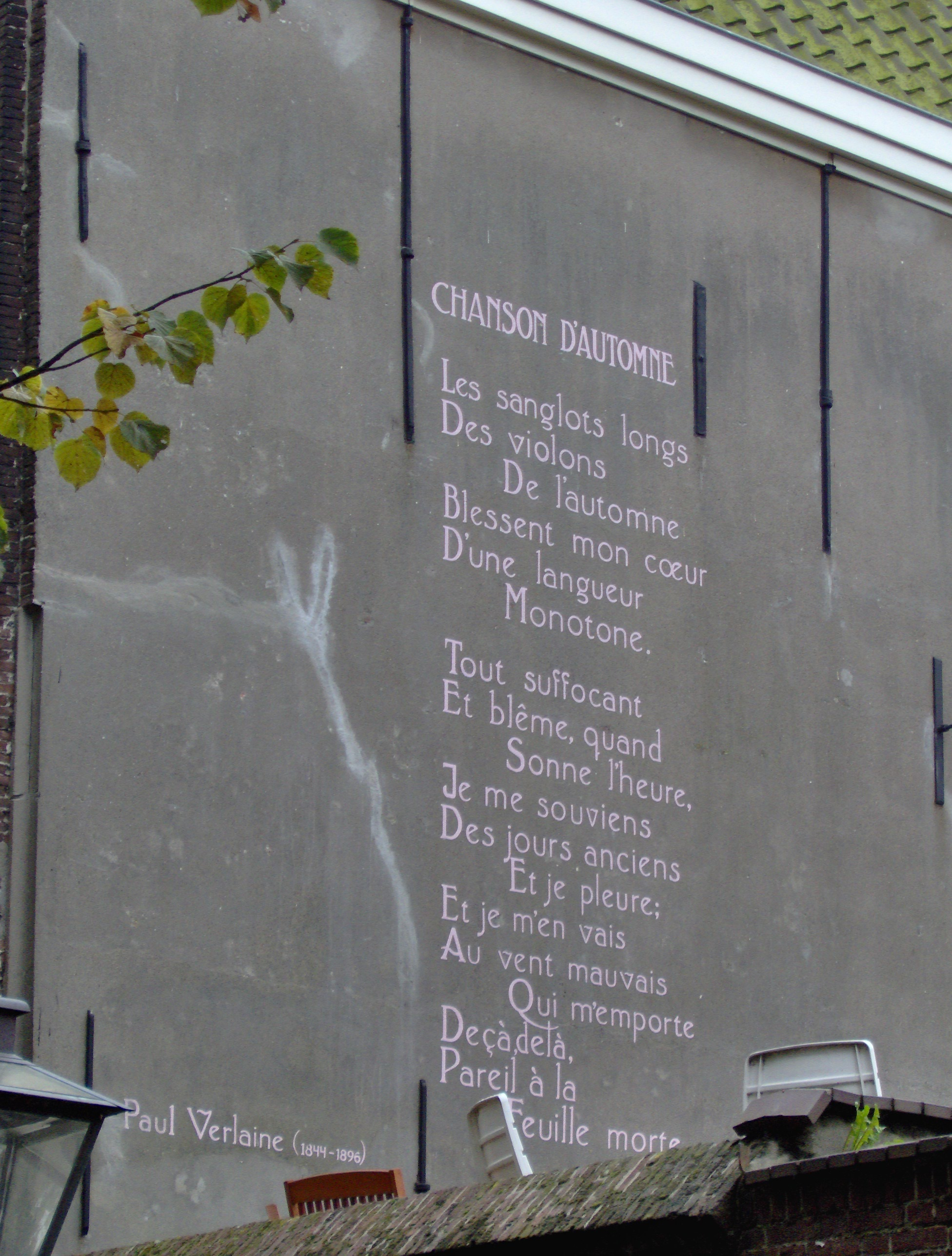
Herfstlied, een muurgedicht in Leiden

Op de medaille staat een inscriptie:  'Blessent mon coeur d'une langueur monotone' ('Wound my heart with monotonous langour'). Deze regel, afkomstig van Paul Verlaine's (1844-1896) gedicht 'Chanson d'automne' (Herfstlied), werd gebruikt om aan het Franse verzet te melden dat de invasie in aantocht was. Op 5 juni gaf de BBC een aantal persoonlijke berichten door, waarvan slechts enkele belangrijk waren. Enkele dagen voor de invasie in Normandië werd de eerste regel van het betreffende gedicht uitgezonden: 'Les sanglots longs des violons de l'automne' ('Long sobs of autumn violins'). Toen de tweede regel werd uitgezonden, wist het Franse verzet dat de invasie binnen 48 uur zou plaatsvinden. Dat was het moment dat hun sabotageplannen uitgevoerd moesten worden om de communicatiemiddelen van de Duitsers onklaar te maken.
Er bleek een grote behoefte te bestaan aan een medaille, want ongeveer 20.000 veteranen hadden zelf al een medaille aangeschaft die eerder door Award Productions Ltd gemaakt was. De veteranen moesten de medaille zelf aanvragen, daarbij vermeldend hun dienstnummer en waar en wanneer ze geland waren. Hun gegevens werden dan op de medaille gegraveerd.
Het gedicht van Verlaine is in 1993 in Leiden als muurgedicht in het Pieterskerkhof in Leiden aangebracht.
Hij werd onder meer uitgereikt aan:
- Leslie William Hawkins (1919), landing Omaha Beach
- Henri Houben (1920), landing met de PIB op 5 augustus bij  Arromanches
- Keith Prowd (1922), RAF
- Niek Slopsma (1914), diende op MGB 48 en MTB 114